# Carlos Bielicki
Carlos Bielicki (ur. 15 maja 1940, zm. 9 września 2024) – argentyński szachista polskiego pochodzenia .

## Kariera szachowa
W 1958 wygrał mistrzostwa Argentyny juniorów. W 1959 zdobył w Münchenstein tytuł mistrza świata juniorów. Za ten rezultat Międzynarodowa Federacja Szachowa przyznała mu tytuł mistrza międzynarodowego. Wielokrotnie startował w mistrzostwach Argentyny, największy sukces odnosząc w 1961 roku (dzielone III-V miejsce).
Największy ranking w karierze osiągnął 1 kwietnia 2007, z wynikiem 2365 punktów zajmował wówczas 38. miejsce wśród argentyńskich szachistów.